# Amédée Boutarel
Pour les articles homonymes, voir Boutarel.
Amédée Boutarel est un musicographe et critique musical français né le 25 janvier 1855 à Cosne et mort le 29 septembre 1924 à Neuilly-sur-Seine.

## Biographie
Marien Émile Claude Amédée Boutarel naît le 25 janvier 1855 à Cosne (Nièvre),,.
Germaniste, il collabore à plusieurs revues musicales, en particulier au Ménestrel. Il est notamment l'auteur dans la revue de L'Œuvre symphonique de Franz Liszt et l'esthétique moderne (1886), publié l'année de la mort du compositeur. Pour le musicologue Joël-Marie Fauquet, « cette étude constitue la première approche (avec exemples musicaux) remarquable de l'œuvre orchestrale du maître hongrois dont la valeur comme compositeur était encore discutée en France. La méthode sûre et claire appliquée par Boutarel ouvre la voie à l'analyse de type formel pratiquée jusqu'à nos jours ». 
Avec son épouse Eva, Amédée Boutarel traduit l'intégralité des lieder de Franz Schubert et de Robert Schumann, « en ayant soin de laisser subsister le texte original au-dessous de sa propre version ». Boutarel est aussi l'auteur de traductions en français de l'Ode à la joie de Friedrich Schiller dans la 9e Symphonie de Beethoven ainsi que de textes de partitions de Johannes Brahms, compositeur dont il contribue à faire connaître l'œuvre en France. 
Sous-chef de bureau au Ministère des finances, il est reçu chevalier de la Légion d'honneur en 1922. 
Amédée Boutarel meurt le 29 septembre 1924 à Neuilly-sur-Seine,. Il est inhumé au columbarium du cimetière du Père-Lachaise (division 87, case 5 515, reprise depuis). 